# Grijsborsttwijgtimalia
De grijsborsttwijgtimalia (Malacopteron albogulare) is een zangvogel uit de familie Pellorneidae.

## Verspreiding en leefgebied
Deze soort komt voor in de bossen van Malakka, Sumatra en Borneo en telt twee ondersoorten:
- M. a. albogulare: zuidelijk Malakka en Sumatra.
- M. a. moultoni: Borneo.

## Status
De grootte van de populatie is niet gekwantificeerd maar de soort wordt omschreven als schaars. Aangenomen wordt dat de soort afneemt door habitatverlies. Op de Rode lijst van de IUCN heeft deze soort daarom de status gevoelig.